# کریس ویتولکاس
کریس ویتولکاس (به انگلیسی: Chris Vythoulkas) (زادهٔ ۱۵ فوریهٔ ۱۹۸۴) شناگر اهل باهاما است.